# Kuzunoha

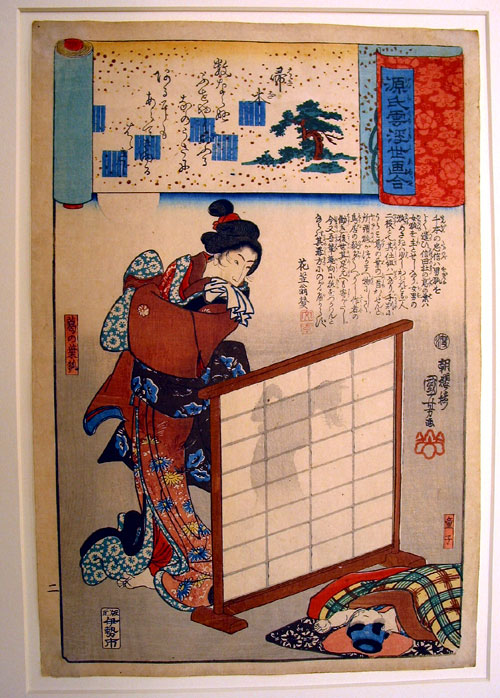
Die Kitsune Kuzunoha. Man beachte den Schatten des Fuchses auf dem Schirm. Farbholzschnitt von Kuniyoshi, um 1845.

Kuzunoha (jap. 葛の葉, „Pfeilwurzblatt“) ist der Name eines berühmten Fuchsgeistes des japanischen Volksglaubens. Als gute Fuchsmutter repräsentiert Kuzunoha in gewisser Weise das Gegenstück zur bösen Tamamo no Mae, wozu es zu passen scheint, dass es ein Nachkomme von Kuzunohas Sohn Abe no Seimei (921–1005) – der Onmyoji Abe no Yasuchika – ist, der die bisweilen als „Fuchshexe“ bezeichnete Tamamo no Mae entlarvt.

## Legende
Erste Spuren Kuzunohas finden sich im Nihon Ryōiki (Bd. I, Erz. 2). Die Geschichte spielt zur Zeit des Kinmei Tennō  (r. 539–571). Es handelt sich zugleich um das älteste Manuskript einer japanischen Fuchsgeistergeschichte, doch ist der Name Kuzunoha noch nicht direkt erwähnt. Stattdessen enthält die Erzählung eine (volks-)etymologische Erklärung, wie das japanische Wort für Fuchs, kitsune, entstanden ist:
Ein Mann aus dem Lande Mino geht aus, um sich eine Frau zu suchen. Auf den Feldern trifft er eine wunderschöne Frau, die, wie sich herausstellt, ebenso auf der Suche nach einer ehelichen Verbindung ist. Sie heiraten und bald wird sie schwanger, während die Hündin des Herrn gleichzeitig einen Welpen wirft. Dieser Welpe verhält sich stets sehr aggressiv gegen sie. Eines Tages, der junge Hund ist schon großgeworden, attackiert er die Frau, sodass sie unversehens ihre Fuchsgestalt annimmt und auf einen nahen Zaun klettert. Ihr Mann kommt und ruft: „Komm (ki) du wie gewöhnlich (tsune) mit mir schlafen.“ Und weil sie, die ihm dann folgt, in Wahrheit eine Füchsin ist, nennt man den Fuchs seither kitsune. Auch die von ihr gezeugten Kinder werden Kitsune genannt. Später dann verlässt sie ihre Familie und kehrt zurück in die Wälder.
Aus dieser Ursprungslegende erwuchsen unterschiedliche Varianten und Volksmärchen, später auch Theaterstücke. Die erste Version im  Nihon Ryōiki des 9. Jahrhunderts wurde später im Konjaku monogatari-shū (11.–12. Jahrhundert) weiter ausgeschmückt. In den frühesten Varianten kommt die Füchsin zu einem Mann, um mit ihm die Ehe einzugehen. Später wird hinzugefügt, dass dies geschehe, um durch die Heirat aus Dankbarkeit eine Schuld zurückzubezahlen: Ihr Mann, Abe no Yasuna, habe sie vor Jägern gerettet. Ihre spätere Rückkehr in die Wälder wird zu einem Akt der Selbstopferung.
In einer Variante sucht der Mann die im Shinoda-Wald von Izumi verschwundene Kuzunoha und gerade, als er sich und seinem Sohn vor Verzweiflung das Leben nehmen will, weil er nicht mehr ohne sie leben möchte, erscheint sie noch ein letztes Mal, um ihnen einen goldenen Kasten und einen Kristall zu schenken. Der Kasten soll dazu befähigen, die Geheimnisse von Himmel und Erde, der Kristall dazu, die Sprache der Vögel und Tiere zu verstehen. Von daher habe ihr Fuchssohn, der berühmte Hofbeamte und Gelehrter der Astronomie, Abe no Seimei, seine überragenden Kenntnisse.

## Schrein der Kuzunoha in Izumi
In Izumi gibt es einen Kuzunoha Inari-Schrein, der an dem Platz erbaut wurde, wo Kuzunoha verschwunden sein und ihr Abschiedsgedicht auf Seidenpapier hinterlassen haben soll. Von diesem gibt es unterschiedliche Versionen. Eine lautet:
„Sehnst du dich nach mir,
Oh so komm, besuche mich!
Ich bin der Pfeilwurz
Im Shinoda-Wald Izumis.
Oh Schmerz, euch zu verlassen!“
In dem Gebiet gibt es auch den Kagami-Teich, der mit der Legende in Verbindung stehen soll, und der von der Stadt als historische Stätte gekennzeichnet ist.